# Italiensk grammatik
Huvudartikel: Italienska

## Uttal och fonologi
Det italienska skrift- och talspråket ligger relativt nära varandra, men i jämförelse med svenskan förekommer emellertid följande skillnader:
- c före a, o och u uttalas som k i sko, inte som k i ko
- c före e och i uttalas som ch i engelskans church
- ch uttalas som k i sko, inte som k i ko
- g före a, o och u uttalas som g i gå
- g före e och i uttalas som j i engelskans job
- gh uttalas som g i gå
- gli uttalas som lj i följa före vokaler
- gn uttalas som spanskans ñ i año
- gu och qu uttalas som engelskans gw och qu i Gwen respektive quick
- h är alltid stumt
- s uttalas som s i sol före vokal eller tonlös konsonant initialt, efter konsonant, före tonlös konsonant, geminerat samt i "andra ordet" av sammanskrivningar
- s uttalas som z i franskans zéro före tonande konsonanter
- sc före a, o och u uttalas som sk i sko
- sc före e och i uttalas som engelskans sh i she
- z uttalas som tyskans z i zehn om nästa stavelse börjar med tonande konsonant, före diftong, intervokaliskt mellan monoftonger och i ändelsen -izzare
- z uttalas som engelskans ds i woods om nästa stavelse börjar med tonlös konsonant, följs av i, efter l, i ändelserna -azzare, -ezza, -ozza och -uzza samt i suffixen -anza, -enza och -onzolo

## Artiklar

### Bestämd artikel
Bestämd artikel återfinns framför substantiv i bestämd form. I italienskan förekommer sju olika sorters artiklar: fyra i singularis och tre i pluralis. De är il, la, lo, l' (den sistnämnda förekommer både i feminin och i maskulin) i singular och i, gli och le i pluralis. Av dessa artiklar är 5 maskulina och 3 feminina (l' finns i både feminin och maskulin).
Det syns oftast på ordet vilken artikel som skall användas. Ord som slutar på -a i singular är oftast feminina och ord som slutar på -o i singular är oftast maskulina. Ord som slutar på -e kan vara både feminina och maskulina. Noterbart är till exempel att ordet mano (hand) är feminint och böjs la mano - le mani.
Den enda oregelbundna artikeln är dock gli framför ordet dio, som betyder Gud. "Il dio" (guden, singular) blir "gli dei" i plural.
| Bestämda artiklar | Bestämda artiklar | Bestämda artiklar | Bestämda artiklar                                     |
|                   | Singular          | Plural            | Användning                                            |
| ----------------- | ----------------- | ----------------- | ----------------------------------------------------- |
| Maskulin          | il                | i                 | framför konsonant                                     |
| Maskulin          | lo                | gli               | framför z, gn, pn, ps, x, eller s + en till konsonant |
| Maskulin          | l'                | gli               | framför vokal                                         |
| Feminin           | la                | le                | framför konsonant                                     |
| Feminin           | l'                | le                | framför vokal                                         |

I tabellen ovan framgår hur man använder den bestämda artikeln i singular och plural och i tabellen nedan finns det konkreta exempel. Artikeln il blir alltså i i pluralis och lo och l' (som skrivs ihop med ordet, till exempel l'italiano, italienskan/italienaren) blir gli i pluralformen.
| Exempel      | Exempel                | Exempel  | Exempel  |
| Italienska   | Svenska                |          |          |
| Singular     | Singular               | Singular | Singular |
| ------------ | ---------------------- | -------- | -------- |
| Il ragazzo   | Pojken                 |          |          |
| Lo spirito   | Anden                  |          |          |
| L'italiano   | Italienaren/Italienska |          |          |
| La ragazza   | Flickan                |          |          |
| L'ombra      | Skuggan                |          |          |
| Plural       |                        |          |          |
| I ragazzi    | Pojkarna/Barnen        |          |          |
| Gli spiriti  | Andarna                |          |          |
| Gli italiani | Italienarna            |          |          |
| Le ragazze   | Flickorna              |          |          |
| Le ombre     | Skuggorna              |          |          |

### Obestämd artikel
Det finns fyra obestämda artiklar i italienska, två maskulina och två feminina. De maskulina är un och uno, och de feminina är una och un'. Un används i normalfall i maskulin, fast uno används istället framför z, gn, ps eller s + en till konsonant. Una används i normalfallet i feminin, men när substantivet börjar på en vokal används un' och sedan ordet direkt efter, till exempel un'arancia. Det finns inga oregelbundenheter av användandet av den obestämda artikeln.
| Obestämda artiklar | Obestämda artiklar | Obestämda artiklar                                    |
| Singular           | Singular           | Singular                                              |
| ------------------ | ------------------ | ----------------------------------------------------- |
| Maskulin           | un                 | alla andra fall                                       |
| Maskulin           | uno                | framför z, gn, pn, ps, x, eller s + en till konsonant |
| Feminin            | una                | framför konsonant                                     |
| Feminin            | un'                | framför vokal                                         |

| Un uomo      | En man             |
| Un ragazzo   | En pojke           |
| Uno specchio | En spegel          |
| Uno zio      | En morbror/farbror |
| Feminin      |                    |
| Una ragazza  | En flicka          |
| Un'arancia   | En apelsin         |

Är substantiven i plural kan man dock ej använda uno/un/una/un'. Då kan följande användas istället:
- qualche [substantiv i singular] (betyder "några", notera att substantivet alltid är i singular)
- alcuni/e [substantiv] (betyder "några")
- un paio di [substantiv] (betyder "ett par")
- [partitiv artikel] (se nedan ang. partitiva artiklar) [substantiv i antingen plural eller singular] (innebär en obestämd mängd av något)
- endast substantiv i plural (innebär en obestämd mängd av något)

| Exempel               | Exempel                    |
| Svenska               | Italienska                 |
| --------------------- | -------------------------- |
| Qualche giorno        | Några dagar/någon dag      |
| Alcuni ragazzi        | Några pojkar/barn          |
| Alcune ragazze        | Några flickor              |
| Un paio di camiciette | Ett par blusar             |
| Degli uomini          | Män (obestämd mängd)       |
| Del vino              | Vin (obestämd mängd)       |
| Degli specchi         | Speglar (obestämd mängd)   |
| Dell'arancia          | Apelsiner (obestämd mängd) |
| Mele                  | Äpplen (obestämd mängd)    |

### Partitiv artikel
Partitiv artikel finns inte i det svenska språket, men kan sägas innebära ungefär "en obestämd mängd av". Frågar man till exempel om någon vill ha några tomater, så kan man använda den partitiva artikeln.
Till exempel:
- Vuoi dei pomodori? - Si, ne voglio tre. ("Vill du ha tomater? - Ja, jag vill ha tre .")

Den partitiva artikeln bildas i italienskan genom en sammandragning av di och den bestämda artikeln. De olika partitiva artiklar som finns är då:
- singular
  - Del (di + il)
  - Dello (di + lo)
  - Della (di + la)
  - Dell' (di + l')
- plural
  - Dei (di + i)
  - Degli (di + gli)
  - Delle (di + le)

Fler sammandragningar och hur de bildas finns längre ned.

## Pronomen

### Personliga pronomen
I nominativ finns det även en "Ni-form" som används när man pratar med personer man niar, vilket i Italien i stort sett innebär alla som är äldre och de som man inte känner. Man säger då "Lei" (alltid med stort L) till en person som man niar och "Loro" till flera personer som man niar. "Loro" med stort L används ganska sällan nu för tiden; många säger "voi" till flera personer oavsett om dessa duas eller nias.
| Personliga pronomen | Personliga pronomen | Personliga pronomen | Personliga pronomen | Personliga pronomen | Personliga pronomen | Personliga pronomen | Personliga pronomen | Personliga pronomen |
| N.                  | P.                  | Nominativ           | Nominativ           | Ackusativ (obet.)   | Ackusativ (obet.)   | Dativ (obet.)       | Dativ (obet.)       |                     |
| ------------------- | ------------------- | ------------------- | ------------------- | ------------------- | ------------------- | ------------------- | ------------------- | ------------------- |
| Sing.               | 1:a                 | io                  | jag                 | mi                  | mig                 | mi                  | mig                 |                     |
| Sing.               | 2:a                 | tu                  | du                  | ti                  | dig                 | ti                  | dig                 |                     |
| Sing.               | 3:e                 | lui                 | han                 | lo                  | honom               | gli                 | honom               |                     |
| Sing.               | 3:e                 | lei                 | hon                 | la                  | henne               | le                  | henne               |                     |
| Sing.               | 3:e                 | esso/essa           | han/hon             | lo/la               | den/det             |                     |                     |                     |
| Plur.               | 1:a                 | noi                 | vi                  | ci                  | oss                 | ci                  | oss                 |                     |
| Plur.               | 2:a                 | voi                 | ni                  | vi                  | er                  | vi                  | er                  |                     |
| Plur.               | 3:e                 | loro                | de                  | li                  | dem m.              | loro (gli)          | dem                 |                     |
| Plur.               | 3:e                 | loro                | de                  | le                  | dem f.              | loro (gli)          | dem                 |                     |

Ex: Originalordning från prov
Ti aiuto con i compiti, se vuoi. Ti = Dig
Li amo moltissimo, questi due gattini. Li = Dem (m)                          
Bisogna subito chiamare il medico! Lo chiami tu per favore?  Lo = honom
Andiamo a prendere le verdure dopo? O le prendiamo subito? Le = dem (f)          
Guarda quella gonna! La voglio provare. La = den (f)                                 
Dove sono gli occhiali? Non li trovo più. Li = dem (m)
Vi leggo la lettera di Franco se volete. Vi = Er         
Mi passi lo zucchero? Mi = Mig                                          
La casa è troppo grande per una persona, La dovrei vendere. La = det (f)
Sapete quando arrivano gli altri? No, non lo sappiamo. Lo = Det (m)       
Alla vokaler i ovanstående tabell uttalas kort.
*Siffran markerar vilken ordning. 1 = första person singular (mig), 6 = 3:e person plural (de). Fler exempel kommer att tas bort. Ci = Vi (4) saknas
Mi passi lo zucchero? Mi = Mig (1)
Ti aiuto con i compiti, se vuoi. Ti = Dig (2)
Bisogna subito chiamare il medico! Lo chiami tu per favore?  Lo = honom (3)
Sapete quando arrivano gli altri? No, non lo sappiamo. Lo = Det (m)  (3)
Guarda quella gonna! La voglio provare. La = den (f)  (3)
La casa è troppo grande per una persona, la dovrei vendere. La = det (f) (3)
-------------------------------------------------------------------------------------------------
Vi leggo la lettera di Franco se volete. Vi = Er  (5)
Li amo moltissimo, questi due gattini. Li = Dem (m) (6)
Sapete quando arrivano gli altri? No, non lo sappiamo. Lo = Det (m) (6)

### Demonstrativa pronomen
De två vanligaste demonstrativa pronomina är quello (den där) och questo (den här). Dessa böjs efter numerus och genus.

#### Questo
- Den här, de här

|       | Singular     | Plural              |
| ----- | ------------ | ------------------- |
| Mask. | questo libro | questi libri/uomini |
| Mask. | quest'uomo   | questi libri/uomini |
| Fem.  | questa casa  | queste case/ere     |
| Fem.  | quest'era    | queste case/ere     |

#### Quello
- Den där, de där

|       | Singular        | Plural                 |
| ----- | --------------- | ---------------------- |
| Mask. | quel libro      | quei libri             |
| Mask. | quello specchio | quegli specchi/orologi |
| Mask. | quell'orologio  | quegli specchi/orologi |
| Fem.  | quella casa     | quelle case/ansie      |
| Fem.  | quell'ansia     | quelle case/ansie      |

- Maskulina ord som börjar på z, s + konsonant, ps, y eller gn
  - quello specchio (den där spegeln, mask sing.)
  - quegli specchi (de där speglarna, mask plur.)

### Relativa pronomen
De vanligaste relativa pronomina är che och cui. "Che" används som subjekt eller direkt objekt i bisatsen: "Chi è l'uomo che hai visto?" ("Vem är mannen som du såg?") eller "Quello è l'uomo che mi ha picchiato" ("Den där är mannen som slog mig"). "Cui" används när relativsatsen inleds av en preposition: "Chi è l'uomo con cui hai parlato?" (Vem är mannen som du talade med?). "Dov'è la ragazza di cui mi hai parlato?" ("Var är flickan som du berättade för mig om ?"). Prepositionen "a" kan ofta utelämnas: "È il collega (a) cui ho parlato di te" ("Det är kollegan för vilken jag har berättat om dig").
Det finns också en annan möjlighet, dock betydligt mer högtravande: il/la quale, i/le quali (som subjekt eller direkt objekt), eller med prepositioner del/della quale, dei/delle quali o.s.v. Es.: "Ecco il libro sul quale ho lavorato tutta la vita" ("Här är boken som jag har arbetat med hela mitt liv").

### Possessiva pronomen
| Person     | Singular (m.) | Singular (f.) | Plural (m.) | Plural (f.) |
| 1:a        | mio           | mia           | miei        | mie         |
| 2:a        | tuo           | tua           | tuoi        | tue         |
| 3:a        | suo           | sua           | suoi        | sue         |
| 1:a plural | nostro        | nostra        | nostri      | nostre      |
| 2:a plural | vostro        | vostra        | vostri      | vostre      |
| 3:a plural | loro          | loro          | loro        | loro        |

Observera att den maskulina eller feminina artikelns form bestäms av det närmast följande ordet: il mio studio (men: lo studio).

## Substantiv
Substantiven är antingen maskulina eller feminina. De flesta känns enkelt igen på sista bokstaven: maskuliner slutar oftast på "o", femininer på "a". Ca 15 procent av den italienska ordskattens substantiv består av ord som slutar på "e" och dessa kan vara antingen eller. Vissa regler finns dock; slutar ordet på -zione/-sione (ofta svenska -tion: station - stazione) är ordet feminint.
Plural bildas genom att sista bokstaven förändras: -o blir till -i (ragazzo - ragazzi; pojke - pojkar), -a blir till -e (ragazza - ragazze; flicka - flickor) och -e blir till -i (voce - voci; röst - röster).
Vanliga oregelbundenheter är gamla lånord, oftast från grekiskan. Många ord därifrån har fått ändelsen "ma" (maskulin på grekiska) och "si": il tema, il problema, il sistema, l'analisi (fem), la crisi. Andra ord med ett genus som vid första anblicken kan verka underligt: la radio (från "radiofonia"), il cinema (från "cinematografo"), la moto (från "motocicletta").
Slutar substantivet på en betonad vokal (till exempel tassì - taxi, città - stad) eller på en konsonant (till exempel autobus - buss, tram - spårvagn) så böjs ordet inte i plural. Il tassì blir i tassì, l'autobus blir gli autobus och så vidare.

## Adjektiv
Adjektivet böjs efter substantivets genus och numerus, alltså som maskulint/feminint och singular/plural. De italienska adjektiven slutar till uteslutande del på -a, -o och -e. När de slutar på -e är adjektivet bara numeruskänsligt (se incredibile i uppställningen nedan).
|       | Maskulinum | Femininum |
| ----- | ---------- | --------- |
| Sing. | corto      | corta     |
| Plur. | corti      | corte     |

|       | Maskulinum  | Femininum   |
| ----- | ----------- | ----------- |
| Sing. | incredibile | incredibile |
| Plur. | incredibili | incredibili |

Un ragazzo bello - en vacker pojke

Una ragazza bella - en vacker flicka

Un cane bello - en vacker hund (eftersom cane är maskulint böjs även adjektivet maskulint)

Due ragazzi belli - två vackra pojkar

Due ragazze belle - två vackra flickor

Due cani belli - två vackra hundar

Un ragazzo incredibile - en otrolig pojke 

Una ragazza incredibile - en otrolig flicka

Un cane incredibile - en otrolig hund

Due ragazzi incredibili - två otroliga pojkar

Due ragazze incredibili - två otroliga flickor

Due cani incredbilii - två otroliga hundar

När adjektiven inte slutar på vare sig -a, -o eller -e (som i exemplet nedan) böjs det aldrig:

Un ragazzo blu - en blå pojke

Una ragazza blu - en blå flicka

Un cane blu - en blå hund

Due ragazzi blu - två blåa pojkar

Due ragazze blu - två blåa flickor

Due cani blu - två blåa hundar

### Komparation
| Regelbunden komparation | Regelbunden komparation | Regelbunden komparation | Regelbunden komparation |
| Positiv                 | Komparativ              | Superlativ              |                         |
| ----------------------- | ----------------------- | ----------------------- | ----------------------- |
| bello                   | più bello               | il più bello            | bellissimo              |
| bella                   | più bella               | la più bella            | bellissima              |

## Verb
Det italienska verbsystemet är mer komplext än det svenska. Italienska verb böjs efter grammatisk person, efter modus, efter tempus samt i diates. Italienska verb kan antingen vara oregelbundna eller regelbundna. I italienska finns det tre konjugationer. De allra flesta verb (75-80%) tillhör den första konjugationen, där infinitiven slutar på -are. I denna konjugationen är de allra flesta verben regelbundna (med några viktiga undantag som andare, dare och stare.) I den andra konjugationen där infinitiven slutar på -ere är de flesta verben oregelbundna. I den tredje konjugationen slutar verben på -ire. Denna sista konjugation innehåller såväl regelbundna som oregelbundna verb. En stor undergrupp i denna konjugationen är de så kallade "isc-verben", som skjuter in "isc" på 1:a, 2:a och 3:e person singular samt 3:e person plural. Det finns en regel för att se vad ett verb är, men som brukligt är finns det så klart undantag. 

Vanliga -ire: servire, partire, mentire (tjäna, avresa, ljuga)

"isc-": fallire, finire, sparire (misslyckas, sluta, försvinna)

Om de två bokstäverna som står innan "ire" antingen är likadana konsonanter (fallire) eller en vokal och en konsonant (finire, sparire) är verbet till största sannolikhet ett "isc-verb".

### Böjningsparadigmer
Mönsterverb: parlare (tala), credere (tro), servire (tjäna), capire (förstå - "isc-verb"):
Parlare

Infinitiv: parlare (tala)

Particip: parlato (talar)

Presens particip: parlante (talande)

Gerundivum: parlando (talas)

Indicativo:
|             | Presente | Imperfetto | Pass remoto | Futuro     | Condizionale | Imperativo |
| jag         | parlo    | parlavo    | parlai      | parlerò    | parlerei     | -          |
| du          | parli    | parlavi    | parlasti    | parlerai   | parleresti   | parla      |
| han/hon/Ni  | parla    | parlava    | parlò       | parlerà    | parlerebbe   | parli      |
| vi          | parliamo | parlavamo  | parlammo    | parleremo  | parleremmo   | parliamo   |
| ni          | parlate  | parlavate  | parlaste    | parlerete  | parlereste   | parlate    |
| de/flera Ni | parlano  | parlavano  | parlarono   | parleranno | parlerebbero | parlino    |

Congiuntivo:
|             | Presente | Imperfetto |
| jag         | parli    | parlassi   |
| du          | parli    | parlassi   |
| han/hon/Ni  | parli    | parlasse   |
| vi          | parliamo | parlassimo |
| ni          | parliate | parlaste   |
| de/flera Ni | parlino  | parlassero |

Credere

Infinitiv: credere

Particip: creduto

Presens particip: credente

Gerundivum: credendo

Indicativo:
|             | Presente | Imperfetto | Pass remoto          | Futuro     | Condizionale | Imperativo |
| jag         | credo    | credevo    | credei/credetti      | crederò    | crederei     | -          |
| du          | credi    | credevi    | credesti             | crederai   | crederesti   | credi      |
| han/hon/Ni  | crede    | credeva    | credé/credette       | crederà    | crederebbe   | creda      |
| vi          | crediamo | credevamo  | credemmo             | crederemo  | crederemmo   | crediamo   |
| ni          | credete  | credevate  | credeste             | crederete  | credereste   | credete    |
| de/flera Ni | credono  | credevano  | crederono/credettero | crederanno | crederebbero | credano    |

Congiuntivo:
|             | Presente | Imperfetto |
| jag         | creda    | credessi   |
| du          | creda    | credessi   |
| han/hon/Ni  | creda    | credesse   |
| vi          | crediamo | credessimo |
| ni          | crediate | credeste   |
| de/flera Ni | credano  | credessero |

Servire

Infinitiv: servire

Particip: servito

Presens particip: servente

Gerundivum: servendo

Indicativo:
|             | Presente | Imperfetto | Pass remoto | Futuro     | Condizionale | Imperativo |
| jag         | servo    | servivo    | servii      | servirò    | servirei     | -          |
| du          | servi    | servivi    | servisti    | servirai   | serviresti   | servi      |
| han/hon/Ni  | serve    | serviva    | servì       | servirà    | servirebbe   | serva      |
| vi          | serviamo | servivamo  | servimmo    | serviremo  | serviremmo   | serviamo   |
| ni          | servite  | servivate  | serviste    | servirete  | servireste   | servite    |
| de/flera Ni | servono  | servivano  | servirono   | serviranno | servirebbero | servano    |

Congiuntivo:
|             | Presente | Imperfetto |
| jag         | serva    | servissi   |
| du          | serva    | servissi   |
| han/hon/Ni  | serva    | servisse   |
| vi          | serviamo | servissimo |
| ni          | serviate | serviste   |
| de/flera Ni | servano  | servissero |

Capire

Infinitiv: capire

Particip: capito

Presens particip: capente

Gerundivum: capendo

Indicativo:
|             | Presente  | Imperfetto | Pass remoto | Futuro    | Condizionale | Imperativo |
| jag         | capisco   | capivo     | capii       | capirò    | capirei      | -          |
| du          | capisci   | capivi     | capisti     | capirai   | capiresti    | capisci    |
| han/hon/Ni  | capisce   | capiva     | capì        | capirà    | capirebbe    | capisca    |
| vi          | capiamo   | capivamo   | capimmo     | capiremo  | capiremmo    | capiamo    |
| ni          | capite    | capivate   | capiste     | capirete  | capireste    | capite     |
| de/flera Ni | capiscono | capivano   | capirono    | capiranno | capirebbero  | capiscano  |

Congiuntivo:
|             | Presente  | Imperfetto |
| jag         | capisca   | capissi    |
| du          | capisca   | capissi    |
| han/hon/Ni  | capisca   | capisse    |
| vi          | capiamo   | capissimo  |
| ni          | capiate   | capiste    |
| de/flera Ni | capiscano | capissero  |

### Tempus och modus
Det finns fyra stycken finita modus i italienskan - indikativ, konjunktiv, imperativ och konditionalis.
Dessutom brukar man också räkna med tre infinita modus - infinitiv, gerundium och particip.

#### Indikativ

##### Presente
Presens. Används som i svenskan, utan nämnvärda undantag; "parlo svedese" (jag talar svenska).

##### Imperfetto
Imperfekt. Används om förfluten tid för att uttrycka upprepade handlingar eller handlingar som pågick när något annat inträffade dvs. bakgrundinformation; "andavo a piedi in città ogni giorno" (jag gick till stan till fots varje dag), "Era un giorno buio di febbraio..." (Det var en mörk februari-dag...)

##### Passato prossimo
Perfekt. Används om förfluten tid för att uttrycka enstaka händelser som kan kopplas till nuet, dvs oftast saker som skedde nyligen; "ieri sera ho parlato con Luigi" (igårkväll pratade jag med Luigi). Böjs med antingen avere (ha) eller essere (vara) som temporalt hjälpverb samt participet (parlato).

##### Passato remoto
Saknar direkt motsvarighet i svenskan, men är ett slags historiskt perfekt. Används om förfluten tid för att uttrycka enstaka händelser som inte kan kopplas till handling i nuet. I talspråket ersätts passato remoto mycket ofta av passato prossimo, i synnerhet är detta genomgående i hela Norra Italien och vanligt i en del andra regioner, med undantag av Toscana och Sicilien, där passato remoto är starkt;
"Dante nacque nel 1265" (Dante föddes 1265).

##### Trapassato prossimo
Pluskvamperfekt. Används på samma sätt som i svenskan; "avevano già parlato quando sono venuto" (de hade redan talat när jag kom). Här går, precis som på svenska, "hade" (avevano) i imperfekt.

##### Trapassato remoto
Saknar motsvarighet i svenskan. Används bara i vissa bestämda sammanhang för att uttrycka "dåtid i dåtid", precis som trapassato prossimo. Tempus kräver att huvudverbet står i passato remoto, att bisatsen inleds med en konjunktion som dopo che, samt att det finns ett starkt orsakssamband mellan de två händelserna; "la bambina cominciò a piangere dopo che ebbe capito che la sua bambola era rotta" (flickan började att gråta efter att hon hade förstått att hennes docka gått sönder).

##### Futuro semplice
Futurum. Används som i svenskan, samt även för att uttrycka osäkerhet. "- Che ora è? - Saranno le undici." (- Vad är klockan? - Den är (kanske, omkring) elva.) 

##### Futuro anteriore
Futurum exaktum. Används dels för att uttrycka något som redan har skett i framtiden "La settimana prossima, spero che correggerai le lettere che avrò scritto" (nästa veckan hoppas jag du ska rätta breven som jag har skrivit/kommer att ha skrivit). Breven är alltså inte skrivna vid tidpunkten för uttalandet. Futurum exaktum används också för att uttrycka osäkerhet eller förmodan "Mario non c'è, sarà uscito con Luigi" (Mario är inte inne han har säkert gått ut med Luigi)

#### Konjunktiv

##### Congiuntivo presente
Presens konjunktiv används i huvudsak i bisatser för att uttrycka talarens personliga inställning till en handling i nutid. Förekommer till exempel efter uttryck som uttrycker vilja, önskan, förbud, befallning etc. På en del områden så ersätts idag användningen av konjunktiv av indikativ i talspråket; "credo che lei finga/(finge) di essere innamorata" (jag tror att hon låtsas vara förälskad)

Congiuntivo imperfetto: Imperfekt konjunktiv. används i huvudsak i bisatser för att uttrycka talarens personliga inställning till en handling i dåtid. Förekommer till exempel efter uttryck som uttrycker vilja, önskan, förbud, befallning etc; "credevo che lei fingesse di essere innamorata" (jag trodde att hon låtsades vara förälskad). Används också i så kallade konditionala satsfogningar tillsammans med condizionale för att uttrycka "om ... vore ... så skulle ..."; "se fossi ricco andrei in Italia" (om jag vore rik så skulle jag åka till Italien).

#### Imperativ
Imperativo Används på samma sätt som i svenskan för att uttrycka en order, befallning etc.

#### Konditionalis
Konditionalis används i större utsträckning än i svenskan. Konditionalis finns i två former - en presensform och en förfluten form. Den förflutna formen bildas av konditionalisformen av hjälpverbet (essere/avere) + perfekt particip av huvudverbet.

##### Condizionale presente
används på tre olika sätt. Dels används den i artighetsfraser på samma sätt som på svenska "vorrei un caffè, per favore" (jag skulle vilja ha en kopp kaffe, tack), dels används den i konditionala satsfogningar för att uttrycka ett hypotetisk förhållande som fortfarande gäller "Se io fossi ricco, comprerei una macchina" (Om jag vore rik, så skulle jag köpa en bil), också i detta fallet används på svenska konditionals, dels använder man konditionalis för att uttrycka obekräftade rykten till exempel i nyhetssammanhang, dvs. motsvarande svenskans "det sägs att...", "han lär.."
"Secondo l'agenzia di stampa, i terroristi sarebbero in possesso di armi da fuoco. (Enligt nyhetsbyrån så lär terroristerna bära skjutvapen)

##### Condizionale passato
har två stora användningsområden. Dels används den i konditionala satsfogningar för att uttrycka ett hypotetiskt förhållande som inte längre är gällande.
"Se tu non avessi preso quell'appuntamento saremmo potuti andare a questa festa" (Om du inte hade bestämt möte så kunde vi ha gått/skulle vi kunnat gå på den festen), dels används den för att uttrycka framtid i förfluten tid "Ieri era tardissimo, ma sapevo che saresti venuto lo stesso" (Igår var klockan väldigt mycket, men jag visste att du skulle komma i alla fall)

#### Infinitivo
Infinitiv finns i två former - en presensform och en form i förfluten tid.
Infinitiv används i stort sett som i svenskan. Lägg dock märke till användningen av infinitiv som imperativ - "Non parlare, Luigi" (Prata inte Luigi) (nekande imperativ till personer som duas) 

#### Gerundio
Gerundium finns i två former - en presensform och en form i förfluten tid. Gerundium används ofta tillsammans med verbet stare för att uttrycka något som pågick när något annat inträffade. "Stavo lavorando nel giardino quando arrivò/è arrivato" (Jag arbetade i trädgården när han kom) Gerundium förekommer också i temporala och kausala bisatser "vedendo l'arrivo di Luisa, uscì" (Då/eftersom han såg Luisa komma hem, så gick han ut)

#### Participio
Particip finns i två former - presens particip och perfekt particip. Participformerna används ofta som adjektiv och för att bilda sammansatta tempus, men kan också förekomma i satsförkortningar.

## Adverb
De flesta italienska adjektiv kan omformas till adverb genom att ta den feminina formen av adjektivet och lägga till suffixet -mente.
adj. sereno, klar
serenamente, klart
Om adjektivet inte är genuskänsligt så lägger man bara till ändelsen efteråt.
Det finns också:
- En god del adjektiv som används som adverb, som till exempel adjektivet sodo i uttrycken lavorare sodo, dormire sodo (arbeta hårt, sova tungt).
- En mängd självständiga adverb som inte har bildats från adjektiv som exempelvis quasi, vicino, spesso, comunque

## Prepositioner
- för, till per
- vid presso
- bredvid accanto
- framför avanti
- bland fra/tra
- före prima di
- mot contro
- över sopra
- under sotto
- med con
- utan senza
- genom attraverso
- efter dopo
- medan durante
- förutom eccetto, tranne
- mot verso (riktning)

Flera av prepositionerna kombineras ofta med a/di när de står framför pronomen. Utöver dessa enkla prepositioner finns det en mängd vanliga prepositionsuttryck som exempelvis al lato di (vid sidan av)

### Sammandragningar
Visa prepositioner brukar sättas samman med den bestämda artikeln.
| Sammandragningar av preposition och bestämd artikel | Sammandragningar av preposition och bestämd artikel | Sammandragningar av preposition och bestämd artikel | Sammandragningar av preposition och bestämd artikel | Sammandragningar av preposition och bestämd artikel | Sammandragningar av preposition och bestämd artikel | Sammandragningar av preposition och bestämd artikel | Sammandragningar av preposition och bestämd artikel | Sammandragningar av preposition och bestämd artikel |
| Preposition                                         |                                                     | il                                                  | lo                                                  | l'                                                  | la                                                  | i                                                   | gli                                                 | le                                                  |
| --------------------------------------------------- | --------------------------------------------------- | --------------------------------------------------- | --------------------------------------------------- | --------------------------------------------------- | --------------------------------------------------- | --------------------------------------------------- | --------------------------------------------------- | --------------------------------------------------- |
| a                                                   | hos, till                                           | al                                                  | allo                                                | all'                                                | alla                                                | ai                                                  | agli                                                | alle                                                |
| da                                                  | från, av                                            | dal                                                 | dallo                                               | dall'                                               | dalla                                               | dai                                                 | dagli                                               | dalle                                               |
| di                                                  | av                                                  | del                                                 | dello                                               | dell'                                               | della                                               | dei                                                 | degli                                               | delle                                               |
| in                                                  | i                                                   | nel                                                 | nello                                               | nell'                                               | nella                                               | nei                                                 | negli                                               | nelle                                               |
| su                                                  | på                                                  | sul                                                 | sullo                                               | sull'                                               | sulla                                               | sui                                                 | sugli                                               | sulle                                               |
| con                                                 | med                                                 | col                                                 | collo                                               | coll'                                               | colla                                               | coi                                                 | cogli                                               | colle                                               |

Exempel:
- col ragazzo (con + il) - coi ragazzi (con + i)
- Observera dock att sammandragningen med "con" inte är lika vanlig som de andra sammandragningarna. De andra prepositionerna förekommer i princip endast i sammandragen form med efterföljande artikel, medan "con" förekommer lika ofta med preposition och artikel är särskrivna. Än mer sällsynt är sammandragningar med prepositionen "per" och efterföljande artikel.

## Syntax
Italienska är i grunden ett SVO-språk dvs. först kommer subjektet följt av ett predikat (ett verb) och till sist ett objekt. 
La ragazza(s) canta(p) la canzone(ao)
Flickan sjunger sången.
Subjektpronomet sätts oftast bara ut i nödfall för att skilja flera personer eller saker åt.

### Meningar med objekt
I många fall kan man då sätta ackusativobjektet före verbet. 
[Lei] la(ao) canta(p) per lui(do)
Hon sjunger den för honom.
Man kan också sätta dativpronomet före verbet.
Gli(do) canta(p) la canzone(ao)
Hon sjunger sången för honom (eg. För honom hon sjunger sången)
Det är också möjligt att använda ett pronom bestående av två sammansatta pronom och sätta det framför verbet.
Gliela(do o. ao) canta(p)
Hon sjunger den för honom (eg. För honom den hon sjunger)

## Ordbildning
Jämförda med de germanska språken bildar de romanska språken generellt sett inte lika ofta ord genom sammansättning. Det är mycket vanligare att bilda nya substantiv genom preposition, coltello da cucina (kökskniv). Det finns emellertid inslag av sammansatta substantiv i italienskan av typerna: verb + substantiv, som exempelvis apriscatola (konservöppnare) av verbet aprire (öppna) och substantivet scatola (burk) och stuzzicadenti (tandpetare) av verbet stuzzicare (reta) och substantivet denti (tänder); substantiv + substantiv, som exempelvis capolinea (slutstation) av capo (huvud) och linea (linje); preposition + substantiv, som exempelvis sottoveste (underkjol) av sotto (under) och veste (dräkt).
Däremot är det mycket vanligt att bilda sammansatta verb av typen preposition + verb, som sottovalutare (underskatta) av sotto (under) och valutare (värdera), soprassedere (avstå) av sopra (ovan) och sedere (sitta).

## Assimilation
Italienskans assimilationsförmåga är ytterst tacksam.
Exempel på erkända assimilationsmönster, jämfört med olika språk:
Latin: us/um → o (discus - disco)
Latin: j+vok. → gi+vok. (iocum - gioco)
Latin: pl,bl,fl,cl,gl → pj,bj,fj,chi(kj),ghi(gj) (plenum - pieno, flamma - fiamma, clavem - chiave)
Latin: pt → tt (septem - sette)
Latin/engelska/svenska: kombinationen "kt" → "tt" (pactum/pact/pakt → patto)